# Yeison Rojas Martínez
Yeison Ferney Rojas Martínez (Colombia, siglo XX) es un administrador público y político colombiano, que se desempeña como gobernador del departamento de Guaviare.

## Biografía
Es Administrador Público de profesión, a la vez que posee una especialización en Gestión y Planificación Territorial. En las elecciones regionales de 2011 fue elegido Concejal de El Retorno con la mayor votación de aquellos comicios. De allí pasó a la Asamblea Departamental de Guaviare en las elecciones regionales de 2015, siendo reelegido en las elecciones de 2019.En la Asamblea se desempeñó como Vicepresidente Segundo en el período 2021.
Afiliado al Partido Conservador, en las elecciones regionales de 2023 fue candidato a Gobernador de Guaviare, con el apoyo de la Alianza Social Independiente, La Fuerza de la Paz, Alianza Verde y el G.S.C. Guaviare Avanza. Resultó electo con 20.410 votos, equivalentes al 51,95% del total.